# Slater Mill
Slater Mill er et historisk vanddrevet tekstilmølle-kompleks, der er beliggende på bredden af Blackstone River i Pawtucket i staten Rhode Island. Det er modelleret efter de første bomuldsspinderier, der blev etableret i England. Det er det første vanddrevne bomuldsspinderi i Amerika, som anvender Arkwright-systemet til bomuldsspinderi, der er udviklet af Richard Arkwright.
Møllens grundlægger, den britiske immigrant Samuel Slater ankom til Rhode Island efter som en ung mand at have stået i lære hos industrimanden Jedediah Strutt i Belper, England. Han havde et ønske om at bruge engelske mølle tegninger til at bygge lignende møller i Amerika. Med kapital der blev stillet til rådighed af Moses Brown fra Providence, Rhode Island, producerede Slater først et fungerende sæt maskiner, der var nødvendige for at spinde bomuldsgarn med brug af vandkraft. Konstruktionen af maskinerne blev færdiggjort i 1793, og dertil medfulgte en fungerende mølle, dæmning, vandvej og vandhjul. Fremstillingen var baseret på Arkwrights bomuldsspindesystem, der omfattede karte-, tegne- og spindemaskiner.
Selvom det blev fejret som en tilvejebringer af den industrielle revolution, eftersom det var etableringen af den første succesrige tekstilfabrik i nationen, bragte Slaters ansættelse af små børn i alderen 7-13 i begyndelsen endvidere møllen bevågenhed. Den kendte fotograf Lewis Hines dokumenterede ekstremt barske arbejdsforhold, børnene arbejdede under, og offentliggørelsen af billederne hjalp med at bane vej for etableringen af nye love skabt for at hjælpe med at beskytte børn.
Slaters ansættelsespraksis, der inddragede børn og familier, etablerede et mønster, der blev gentaget i hele Blackstone Valley kendt som "Rhode Island Systemet".
Rhode Island-systemet blev senere overgået af Francis Cabot Lowells Waltham-system. Møllen og det omkringliggende område var stedet for en tidlig arbejdsmodstand, herunder den første fabriksstrejke i USA, der i 1824 blev anført af unge kvindelige arbejdere.
Slater Mill blev optaget i det nationale register over historiske steder og udpeget til et nationalhistorisk vartegn den 13. november 1966; det var den første ejendom, der blev opført i registret. I december 2014 blev møllen en del af en nyligt etablerede Blackstone River Valley National Historical Park.

## Arkitektonisk historie
Den oprindelige del af Slater Mill, der blev bygget i 1793, var seks bugter lang og to etager høj. Adskillige tilføjelser blev foretaget for først gang i 1801 og en anden tilføjelse i 1835. Mellem 1869 og 1872 fik den nordlige ende af møllen en stor tilføjelse. Bomuldsspinding fortsatte indtil 1895, hvorefter møllen frem til 1923 blev brugt til forskellige industrielle formål. Bygningen havde tidligere været udsat for adskillige brande, og to brande, der skete i 1912, udløste øget bevidsthed om bygningen og behovet for dens bevarelse.

## Fra mølle til museum
I 1921 blev den almennyttige Old Slater Mill Association grundlagt med det formål at redde den historiske mølle. I 1923 begyndte bestræbelser på at restaurere møllen; moderne tilføjelser til strukturen blev fjernet, hvilket genoprettede møllens udseendet fra 1835. I 1955 åbnede den som museum. Restaurering af den nærliggende Wilkinson Mill (bygget 1810-1811) blev afsluttet i 1978 som en del af Slater Mill-området.
Slater Mill-området fungerer nu som et museum, et uddannelsescenter og et musiksted, der "fejrer innovation og iværksætterånden ved at engagere publikum i relevante kulturelle, historiske og kunstneriske bestræbelser". Det har fem hektar jord på begge sider af Blackstone-floden, en dæmning ved floden, to historiske møller (Slater Mill og Wilkinson Mill) og Sylvanus Brown House (bygget i 1758, men senere flyttet til stedet i 1960'erne) . 

Slater Mill og andre centrale bygninger, der er en del af Old Slater Mill Historic District blev i 2021 erhvervet af National Park Service.
- Slater Mill (1793)
- Et spindende muldyr i Slater Mill
- Wilkinson Mill (1810-11)
- Sylvanus Brown House
- Udsigt af området
- Wilkinsons Maskinværksted